# Sven van Beek
Sven van Beek (Gouda, 28 juli 1994) is een Nederlands voetballer die als verdediger speelt. Hij stroomde in 2013 door uit de jeugd van Feyenoord. Hij speelde sinds 1 februari 2021 op huurbasis bij Willem II, daarna maakte hij van Feyenoord transfervrij de overstap naar Heerenveen.

## Clubcarrière

### Feyenoord
Van Beek speelde vanaf de D-jeugd voor Feyenoord. Hiervoor speelde hij bij SV DONK uit Gouda. De verdediger had het in de jeugd niet makkelijk doordat er veel concurrentie was, waardoor hij in de B-jeugd naar de B2 werd gestuurd. Uiteindelijk wist Van Beek zich na twee jaar weer in zijn eigen lichting te spelen waarna hij in januari 2013 zijn eerste profcontract tekende voor Feyenoord. In het seizoen 2012/13 mocht hij al eerder meetrainen onder Ronald Koeman met de selectie. In het oefenduel op 5 januari 2013, één dag nadat Van Beek zijn professioneel contract tekende, speelde hij tegen AGOVV voor het eerst mee. In de bekerwedstrijd tegen PSV maakt hij zijn debuut in een officiële wedstrijd. Hij verving de zieke Daryl Janmaat in de basis. Meer wedstrijden zou Van Beek niet spelen in dit seizoen. Wel bleef hij het hele jaar meetrainen met de eerste selectie van de Rotterdammers.
In het daaropvolgende seizoen debuteerde Van Beek ook in de Eredivisie. In de Klassieker tegen Ajax mocht Van Beek debuteren als rechtsachter, aangezien Janmaat geblesseerd was. Feyenoord verloor met 2–1. Van Beek maakte zijn eerste doelpunt in de UEFA Europa League in een wedstrijd tegen Standard Luik. Feyenoord won met 2-1. In het seizoen 2014/15 werd Van Beek een vaste waarde in het eerste elftal van Feyenoord. Hij verving de naar Lazio Roma vertrokken Stefan de Vrij.
Ook in het seizoen 2015/2016 was Van Beek een vaste waarde in het elftal. In dit seizoen werd de KNVB beker gewonnen. Wel kreeg Van Beek veel kritiek te verwerken, nadat hij verantwoordelijk werd gehouden voor meerdere tegendoelpunten. Feyenoord eindigde dat seizoen als 3e in de Eredivisie. Het seizoen 2016/2017 werd een grote deceptie voor Van Beek. In de eerste oefenwedstrijd van het seizoen, op 2 juli 2016 tegen RKSV Driel, valt Van Beek in de rust in voor Wessel Dammers. Zestien minuten later raakte hij echter zo geblesseerd dat hij zich weer moest laten vervangen. Op 13 april 2017 werd Van Beek aan de kwetsuur geopereerd, waardoor hij zeker de rest van het seizoen zou missen. Hij hoopte in de voorbereiding van het nieuwe seizoen weer aan te sluiten.
Feyenoord werd in het seizoen 2016/2017 kampioen van Nederland, maar door een langdurige blessure kon Van Beek hieraan geen bijdrage leveren. Hij vierde het kampioensfeest mee met gebruik van krukken.
De voorbereiding op het seizoen 2017/2018 moest Van Beek ook missen door de blessure. Hij sloot echter wel weer aan bij de groep op het trainingsveld. Op 26 september 2017 maakte Van Beek zijn officiële rentree in de met 3-1 verloren uitwedstrijd in de UEFA Champions League tegen Napoli. Dat seizoen zou Van Beek 28 wedstrijden spelen. Ook in seizoen 2018/19 had Van Beek meestal een plek in de basis. Op 5 november 2018 verlengde hij zijn contract tot de zomer van 2021.
In seizoen 2019/20 belandde Van Beek op het tweede plan. Tijdens de voorbereiding op seizoen 2020/21 liep hij opnieuw een enkelblessure op, die hem naar verwachting langdurig aan de kant zou houden.
Van Beek is, sinds 1 mei 2021, recordhouder eigen doelpunten in de eredivisie. Zijn teller staat inmiddels op 8. 

### Willem II
Op 1 februari 2021 verruilt van Beek Feyenoord op huurbasis voor Willem II. Hij speelt zijn eerste wedstrijd voor de Tilburgers in de Kuip in de 5-0 verloren wedstrijd met Feyenoord. Sven van Beek komt dat halfjaar in 14 wedstrijden in actie en eindigt met Willem II op de veilige 14e plek. 

### sc Heerenveen
In juli 2021 komt Sven van Beek transfervrij over van Feyenoord en tekent hij voor twee seizoenen bij sc Heerenveen. Zijn debuut maakt hij op 13 augustus 2021 in de openingswedstrijd van het seizoen tegen Go Ahead Eagles uit (0-1). Nadat van Beek zijn contract heeft opengebroken en verlengd wordt hij voor het seizoen 2022/2023 uitgekozen als aanvoerder van de Friezen. 
In de uitwedstrijd met RKC Waalwijk op 7 januari 2023 raakt hij ernstig geblesseerd aan zijn achillespees. Deze blessure kost hem de rest van het seizoen en het begin van nieuwe seizoen. Op 16 september 2023 maakte hij zijn rentree voor de club in de uitwedstrijd tegen Feyenoord.

### Al-Shahania SC
In juli 2024 verruilde hij sc Heerenveen voor Al-Shahania in Qatar.

## Clubstatistieken
| Seizoen        | Club           | Competitie     | Competitie | Competitie | Beker | Beker | Internationaal | Internationaal | Overig | Overig | Totaal | Totaal |
| Seizoen        | Club           | Competitie     | Wed.       | Dlp.       | Wed.  | Dlp.  | Wed.           | Dlp.           | Wed.   | Dlp.   | Wed.   | Dlp.   |
| -------------- | -------------- | -------------- | ---------- | ---------- | ----- | ----- | -------------- | -------------- | ------ | ------ | ------ | ------ |
| 2012/13        | Feyenoord      | Eredivisie     | 0          | 0          | 1     | 0     | 0              | 0              | –      | –      | 1      | 0      |
| 2013/14        | Feyenoord      | Eredivisie     | 10         | 0          | 4     | 0     | 1              | 0              | –      | –      | 15     | 0      |
| 2014/15        | Feyenoord      | Eredivisie     | 31         | 1          | 1     | 0     | 10             | 1              | 2      | 0      | 44     | 2      |
| 2015/16        | Feyenoord      | Eredivisie     | 32         | 2          | 6     | 0     | –              | –              | –      | –      | 38     | 2      |
| 2016/17        | Feyenoord      | Eredivisie     | 0          | 0          | 0     | 0     | 0              | 0              | 0      | 0      | 0      | 0      |
| 2017/18        | Feyenoord      | Eredivisie     | 20         | 0          | 4     | 1     | 4              | 0              | 0      | 0      | 28     | 1      |
| 2018/19        | Feyenoord      | Eredivisie     | 22         | 0          | 3     | 1     | 1              | 0              | 0      | 0      | 26     | 1      |
| 2019/20        | Feyenoord      | Eredivisie     | 1          | 0          | 0     | 0     | 0              | 0              | 0      | 0      | 1      | 0      |
| 2020/21        | Feyenoord      | Eredivisie     | 0          | 0          | 0     | 0     | 0              | 0              | 0      | 0      | 0      | 0      |
| Clubtotaal     | Clubtotaal     | Clubtotaal     | 116        | 3          | 19    | 2     | 16             | 1              | 2      | 0      | 153    | 6      |
| 2020/21        | → Willem II    | Eredivisie     | 14         | 0          | 0     | 0     | –              | –              | 0      | 0      | 14     | 0      |
| Clubtotaal     | Clubtotaal     | Clubtotaal     | 14         | 0          | 0     | 0     | 0              | 0              | 0      | 0      | 14     | 0      |
| 2021/22        | SC Heerenveen  | Eredivisie     | 29         | 1          | 3     | 0     | –              | –              | 2      | 0      | 34     | 1      |
| 2022/23        | SC Heerenveen  | Eredivisie     | 15         | 0          | 1     | 0     | –              | –              | 0      | 0      | 16     | 0      |
| 2023/24        | SC Heerenveen  | Eredivisie     | 19         | 1          | 2     | 0     | –              | –              | 0      | 0      | 21     | 1      |
| Clubtotaal     | Clubtotaal     | Clubtotaal     | 63         | 2          | 6     | 0     | 0              | 0              | 2      | 0      | 71     | 2      |
| Carrièretotaal | Carrièretotaal | Carrièretotaal | 193        | 5          | 25    | 2     | 16             | 1              | 4      | 0      | 238    | 8      |

Bijgewerkt op 28 februari 2024.

## Erelijst
| Competitie           | Winnaar (1ste) | Winnaar (1ste)   | Finalist (2de) | Finalist (2de) | Derde  | Derde |
| Competitie           | Aantal         | Jaren            | Aantal         | Jaren          | Aantal | Jaren |
| -------------------- | -------------- | ---------------- | -------------- | -------------- | ------ | ----- |
| Feyenoord            |                |                  |                |                |        |       |
| Johan Cruijff Schaal | 2×             | 2017, 2018       |                |                |        |       |
| Eredivisie           | 1×             | 2016/17          |                |                |        |       |
| KNVB beker           | 2×             | 2015/16, 2017/18 |                |                |        |       |